# Helmut Marko
Helmut Marko (* 27. April 1943 in Graz) ist ein österreichischer Jurist, Hotelier sowie ehemaliger Automobilrennfahrer und Rennstallbesitzer. Er gewann 1971 das prestigeträchtige 24-Stunden-Rennen von Le Mans und startete von 1971 bis 1972 bei neun Rennen zur Automobil-Weltmeisterschaft.
Seit 2005 ist Marko Motorsportchef des österreichischen Getränkeherstellers Red Bull, der mit Red Bull Racing und Racing Bulls zwei eigene Formel-1-Rennställe unterhält. Darüber hinaus ist er auch für das Nachwuchsprogramm von Red-Bull-Motorsport verantwortlich.

## Leben und Karriere

### Jugend und Studium

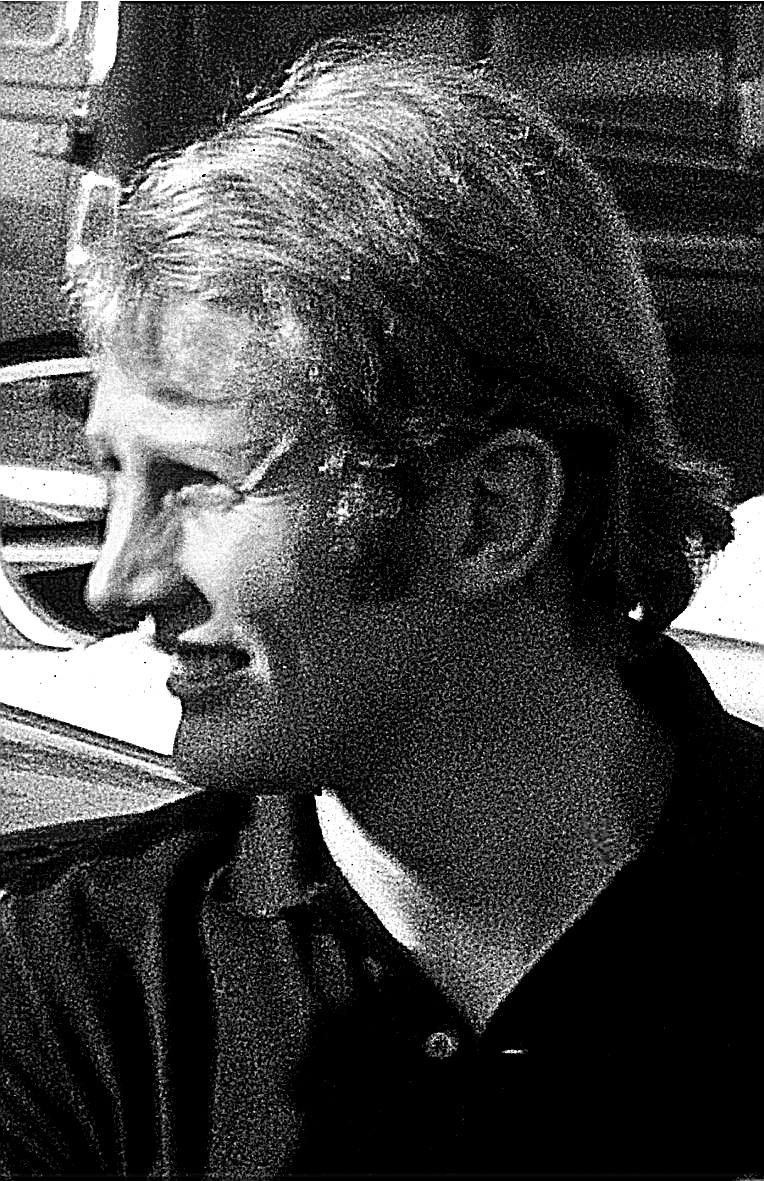
Marko, 1970

In seiner Jugend besuchte Helmut Marko mit seinem langjährigen Freund, dem späteren Formel-1-Weltmeister Jochen Rindt, die Privatmittelschule Bad Aussee. Anfang der 1960er Jahre inskribierte er Rechtswissenschaften, begann aber auch bereits, gemeinsam mit Rindt, aktiv im Motorsport tätig zu sein. Auf Druck seiner Eltern hin beendete er jedoch zunächst sein Studium. 1967 promovierte er zum Doktor der Rechtswissenschaften.

### Fahrerkarriere
Unmittelbar nach der Promotion begann er seine aktive Rennfahrerkarriere zunächst in der Formel V, wo er einen Austro V von Porsche Salzburg pilotierte. 1968 wechselte er in das Kaimann-Team von Kurt Bergmann und wurde auf Anhieb österreichischer Meister. Anschließend wechselte er zu Sportwagenrennen, bestritt aber weiterhin auch Rennen der Formel V beim McNamara-Rennstall, den er auch juristisch beriet. Zudem stieg er 1969 in die Formel 3 ein.

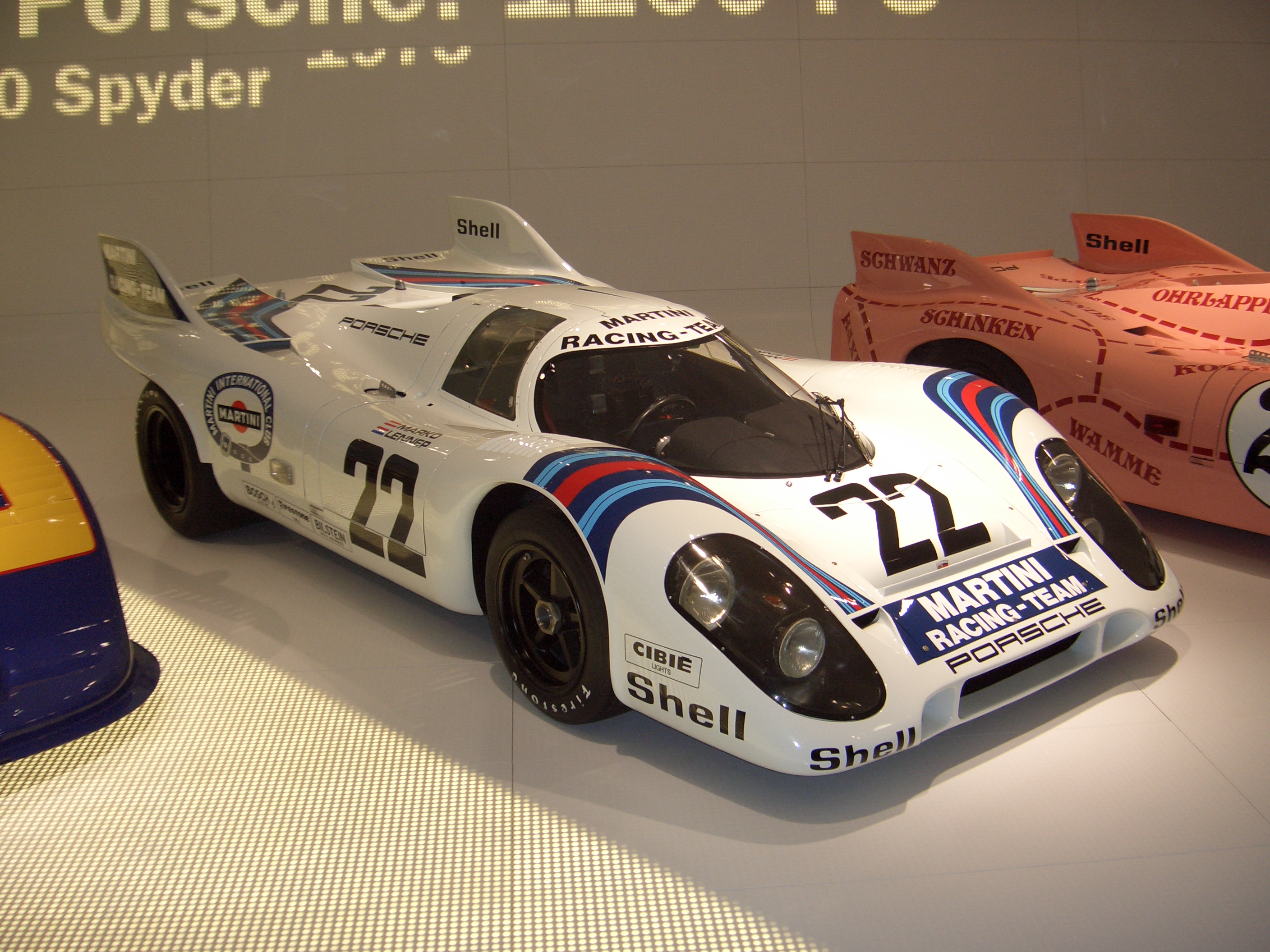
Porsche 917K, Siegerwagen der 24 Stunden von Le Mans 1971, gefahren von Helmut Marko und Gijs van Lennep

Seinen Durchbruch im Rennsport schaffte Marko im Juli 1971, als er gemeinsam mit dem Niederländer Gijs van Lennep die 24 Stunden von Le Mans auf einem Porsche 917 gewann. Marko und van Lennep stellten bei diesem Rennen mit 5.335,313 Kilometern einen Distanzrekord auf, was einschließlich Boxenstopps einem Schnitt von 222,304 km/h entspricht. Dieser Rekord wurde, auch bedingt durch die Umbauten an der Rennstrecke, erst 39 Jahre später beim Rennen im Jahr 2010 übertroffen.
Beim Großen Preis von Deutschland 1971 versuchte Marko vergeblich, sich in einem McLaren-Ford für ein Formel-1-Rennen zu qualifizieren. Zwei Wochen später nahm er am Großen Preis von Österreich in einem BRM P153 erstmals an einem Grand Prix teil. Er beendete das Rennen mit zwei Runden Rückstand als Elfter.
Im Mai 1972 belegte er mit einem Alfa Romeo Tipo 33 bei der Targa Florio den zweiten Platz und stellte dabei mit 33:41 Minuten einen Rundenrekord auf, der bis zur Einstellung des Rennens 1977 nicht unterboten wurde.
Nachdem Marko einen Vorvertrag mit Ferrari für die Automobil-Weltmeisterschaft 1973 unterschrieben hatte, wurde er bei seinem neunten Formel-1-Rennen, dem Großen Preis von Frankreich 1972 auf dem Circuit de Charade bei Clermont-Ferrand, von einem Stein getroffen, den der March 721 von Ronnie Peterson hochgeschleudert hatte. Dieser durchschlug sein Visier und fügte ihm eine schwere Verletzung am linken Auge zu, die das Ende seiner aktiven Motorsportkarriere bedeutete. Marko trägt seither eine Augenprothese.

### Unternehmer und Teamchef
Nach dem erzwungenen Karriereende im Rennsport stieg Helmut Marko ohne gastronomische Vorbildung in die Hotelbranche ein und eröffnete in Graz das Schlossberghotel sowie das Augarten Hotel. Bei der Innengestaltung seiner Häuser ließ er vor allem junge österreichische Künstler zum Zug kommen. Am 18. Mai 2017 eröffnete Marko mit dem Lendhotel sein drittes Haus in Graz und Ende März 2020 mit dem Kai 36 sein viertes.
1984 gründete er das RSM-Marko-Team und ging damit bis 1989 in der DTM an den Start. Ab Mitte der 1980er Jahre trat das Team auch bei der deutschen Formel-3-Meisterschaft an und konnte hier 1989 mit Karl Wendlinger und 1994 mit Jörg Müller die Meisterschaft gewinnen.
Von 1996 bis 2003 trat das Team auch in der Internationalen Formel-3000-Meisterschaft an und gewann im Debütjahr mit Jörg Müller den Titel.
Marko war für viele Fahrer seines Teams, unter anderen Gerhard Berger und Karl Wendlinger, auch als Manager tätig. In den 1990er Jahren wurde er Berater für Nachwuchsfragen bei Red Bull sowie ab 2003 Teamchef des Red-Bull-Juniorteams in der Formel 3000, wo er Talenten wie Juan Pablo Montoya den Weg in die Formel 1 ebnete. 2005 kam er als Motorsportchef von Red Bull in die Formel 1 zurück, als das Unternehmen den Rennstall Jaguar Racing übernahm und seitdem unter dem Namen Red Bull Racing weiterführt.
Zu Beginn des Jahres 2024 kam es zu Unstimmigkeiten zwischen Marko und Teamchef Christian Horner.

## Statistik

### Statistik in der Automobil-Weltmeisterschaft

#### Gesamtübersicht
| Saison | Team   | Chassis  | Motor            | Rennen | Siege | Zweiter | Dritter | Poles | schn. Rennrunden | Punkte | WM-Pos. |
| ------ | ------ | -------- | ---------------- | ------ | ----- | ------- | ------- | ----- | ---------------- | ------ | ------- |
| 1971   | B.R.M. | BRM P153 | BRM P142 3.0 V12 | 4      | –     | –       | –       | –     | –                | –      | –       |
| 1972   | B.R.M. | BRM P153 | BRM P142 3.0 V12 | 5      | –     | –       | –       | –     | –                | –      | 25.     |
| Gesamt | Gesamt | Gesamt   | Gesamt           | 9      | –     | –       | –       | –     | –                | –      |         |

#### Einzelergebnisse
| Saison | 1  | 2 | 3 | 4  | 5   | 6   | 7  | 8   | 9  | 10 | 11 | 12 | 13 | 14 | 15 |
| ------ | -- | - | - | -- | --- | --- | -- | --- | -- | -- | -- | -- | -- | -- | -- |
| 1971   |    |   |   |    |     |     |    |     |    |    |    |    |    |    |    |
|        |    |   |   |    |     | DNQ | 11 | DNF | 12 | 13 |    |    |    |    |    |
| 1972   |    |   |   |    |     |     |    |     |    |    |    |    |    |    |    |
| 10     | 14 |   | 8 | 10 | DNF |     |    |     |    |    |    |    |    |    |    |

| Legende  | Legende            | Legende                                                          |
| Farbe    | Abkürzung          | Bedeutung                                                        |
| -------- | ------------------ | ---------------------------------------------------------------- |
| Gold     | –                  | Sieg                                                             |
| Silber   | –                  | 2. Platz                                                         |
| Bronze   | –                  | 3. Platz                                                         |
| Grün     | –                  | Platzierung in den Punkten                                       |
| Blau     | –                  | Klassifiziert außerhalb der Punkteränge                          |
| Violett  | DNF                | Rennen nicht beendet (did not finish)                            |
| Violett  | NC                 | nicht klassifiziert (not classified)                             |
| Rot      | DNQ                | nicht qualifiziert (did not qualify)                             |
| Rot      | DNPQ               | in Vorqualifikation gescheitert (did not pre-qualify)            |
| Schwarz  | DSQ                | disqualifiziert (disqualified)                                   |
| Weiß     | DNS                | nicht am Start (did not start)                                   |
| Weiß     | WD                 | zurückgezogen (withdrawn)                                        |
| Hellblau | PO                 | nur am Training teilgenommen (practiced only)                    |
| Hellblau | TD                 | Freitags-Testfahrer (test driver)                                |
| ohne     | DNP                | nicht am Training teilgenommen (did not practice)                |
| ohne     | INJ                | verletzt oder krank (injured)                                    |
| ohne     | EX                 | ausgeschlossen (excluded)                                        |
| ohne     | DNA                | nicht erschienen (did not arrive)                                |
| ohne     | C                  | Rennen abgesagt (cancelled)                                      |
| ohne     | keine WM-Teilnahme |                                                                  |
| sonstige | P/fett             | Pole-Position                                                    |
| sonstige | 1/2/3/4/5/6/7/8    | Punktplatzierung im Sprint-/Qualifikationsrennen                 |
| sonstige | SR/kursiv          | Schnellste Rennrunde                                             |
| sonstige | *                  | nicht im Ziel, aufgrund der zurückgelegten Distanz aber gewertet |
| sonstige | ()                 | Streichresultate                                                 |
| sonstige | unterstrichen      | Führender in der Gesamtwertung                                   |

### Le-Mans-Ergebnisse
| Jahr | Team                         | Fahrzeug                | Teamkollege     | Platzierung            | Ausfallgrund     |
| ---- | ---------------------------- | ----------------------- | --------------- | ---------------------- | ---------------- |
| 1970 | Martini International Racing | Porsche 908/02 Langheck | Rudi Lins       | Rang 3 und Klassensieg |                  |
| 1971 | Martini International Racing | Porsche 917             | Gijs van Lennep | Gesamtsieg             |                  |
| 1972 | Autodelta Spa                | Alfa Romeo Tipo 33      | Vic Elford      | Ausfall                | Kupplungsschaden |

### Sebring-Ergebnisse
| Jahr | Team             | Fahrzeug            | Teamkollege | Platzierung | Ausfallgrund |
| ---- | ---------------- | ------------------- | ----------- | ----------- | ------------ |
| 1972 | Autodelta S.p.A. | Alfa Romeo T33/TT/3 | Vic Elford  | Ausfall     | Motorschaden |

### Einzelergebnisse in der Sportwagen-Weltmeisterschaft
| Saison | Team                            | Rennwagen                    | 1   | 2   | 3   | 4   | 5   | 6   | 7   | 8   | 9   | 10  | 11  |
| ------ | ------------------------------- | ---------------------------- | --- | --- | --- | --- | --- | --- | --- | --- | --- | --- | --- |
| 1968   | Bosch Racing                    | Porsche 906                  | DAY | SEB | BRH | MON | TAR | NÜR | SPA | WAT | ZEL | LEM |     |
| 1968   | Bosch Racing                    | Porsche 906                  |     |     |     |     |     | 9   |     |     |     |     |     |
| 1969   | Richard Gerin                   | Porsche 910                  | DAY | SEB | BRH | MON | TAR | SPA | NÜR | LEM | WAT | ZEL |     |
| 1969   | Richard Gerin                   | Porsche 910                  |     |     |     |     |     |     | 8   |     |     |     |     |
| 1970   | Martini Racing Porsche Salzburg | Porsche 908 Porsche 917      | DAY | SEB | BRH | MON | TAR | SPA | NÜR | LEM | WAT | ZEL |     |
| 1970   | Martini Racing Porsche Salzburg | Porsche 908 Porsche 917      |     |     |     |     |     | 11  | 5   | 3   | 7   | DNF |     |
| 1971   | Martini Racing                  | Porsche 917 Porsche 908      | BUA | DAY | SEB | BRH | MON | SPA | TAR | NÜR | LEM | ZEL | WAT |
| 1971   | Martini Racing                  | Porsche 917 Porsche 908      | DNF | DNF |     |     | DNF | DNF |     | 3   | 1   | DNF |     |
| 1972   | Autodelta Ferrari               | Alfa Romeo T33 Ferrari 312PB | BUA | DAY | SEB | BRH | MON | SPA | TAR | NÜR | LEM | ZEL | WAT |
| 1972   | Autodelta Ferrari               | Alfa Romeo T33 Ferrari 312PB | 4   | 3   | DNF | 6   |     |     | 2   | 3   | DNF | 2   |     |

## Auszeichnung
- 2018: Ehrenbürger der Stadt Graz[11]
- 2023: Großer Josef-Krainer-Preis[12]
- 2023: Gerhard-Hirschmann-Preis für kritisches Denken[13]
- 2024: Großes Goldenes Ehrenzeichen des Landes Steiermark[14]